# Sorvegliato speciale
Sorvegliato speciale (Lock Up) è un film del 1989 diretto da John Flynn, con Sylvester Stallone.

## Trama
Frank Leone, un abile meccanico di Hoboken, nel New Jersey, è un detenuto modello vicino alla fine della sua pena a Norwood, una prigione di minima sicurezza. Di tanto in tanto trascorre del tempo fuori dalla prigione, in licenza, nel suo garage a riparare auto, giocare a football e passare del tempo con la sua ragazza Melissa.
Una notte, mentre dorme nella sua cella, le guardie arrivano e lo portano con la forza in una brutale prigione di massima sicurezza gestita dal direttore Drumgoole. Drumgoole gli spiega di aver organizzato questo come rappresaglia per un incidente passato di cui Leone si era reso colpevole. Infatti questi era evaso dal precedente carcere, in cui Drumgoole lavorava come direttore (la prigione di Treadmore), per visitare il suo mentore morente, dopo che il permesso gli era stato rifiutato proprio da Drumgoole; in questa occasione Leone informò la stampa del trattamento riservato da Drumgoole ai suoi prigionieri. 
Non solo questo incidente comporta altri cinque anni di carcere in sicurezza minima a Leone, ma anche il trasferimento di Drumgoole a Gateway: un segno negativo sulla sua carriera.
Il direttore riesce a far trasferire Frank a Gateway a soli sei mesi di pena residui e per vendicarsi tenta di rendere il soggiorno di Leone un vero e proprio inferno, coalizzando contro di lui sia alcune delle sue guardie che alcuni detenuti, tra cui l'ergastolano Chink Weber e la sua gang nazista; ciononostante, Frank riesce a farsi una combriccola di amici detenuti presenti nel penitenziario, tra cui un uomo ossessionato dai piani di fuga "Dallas", il gigantesco "Eclisse" che lavora come carrozziere nel garage del penitenziario, e il giovane "Prima base". A questi uomini Frank racconta la vicenda che ha portato al suo arresto.
Weber si rivela estremamente aggressivo e gli intima la consegna della collana portafortuna regalatagli dalla fidanzata, tentando perfino di accoltellarlo prima dell'intervento dei secondini, mentre il giorno dopo lo sfida ad un match di football; Drumgoole attende la reazione di Leone per poterlo far condannare all'ergastolo. Weber gioca in modo molto scorretto con Frank, prendendolo anche a pugni; l'arrivo di Eclisse aiuta Leone a far vincere la partita. Weber non accetta la sconfitta e travolge Frank, per poi strappare dal collo del rivale la collana portafortuna di Melissa.
Il giorno dopo Leone va a trovare Dallas, Eclisse e Prima Base e insieme a loro rimette in funzione una vecchia Ford Mustang del 1965 rimasta in disuso per molto tempo e a cui Eclisse era affezionato. Una volta rimessa a nuovo, Prima Base chiede a Leone di poter mettere in moto l'auto e Leone, seppur riluttante, acconsente ma il giovane in preda all'euforia esce dal garage, piombando a tutta velocità verso il centro del penitenziario. Le guardie sparano all'auto nel tentativo di bloccarla, mentre Leone urla a Prima Base di fermarsi, per paura che le guardie lo uccidano. Una volta fermata l'auto, Leone si prende tutte le colpe per scagionare Prima Base da ogni accusa: Drumgoole che non aspettava altro che un errore di Leone, ordina subito la demolizione dell'auto da parte di Weber e dei suoi compagni, il tutto sotto lo sguardo impotente di Frank che riceve ulteriori provocazioni da Weber.
Drumgoole tuttavia non si ritiene pienamente appagato, pertanto incarica Weber e i suoi compagni di uccidere Prima Base nella palestra con un pesantissimo bilanciere. Avvisato da alcuni detenuti, Frank esce nel cortile e scatena un furibondo pestaggio contro Weber e i suoi compagni, nel quale esce vincitore ma risparmiandogli la vita per evitare una condanna per omicidio, viene successivamente accoltellato alle spalle.
Ricoverato nell'ambulatorio del carcere, Frank riceve visita da un finto carcerato (in realtà è una guardia carceraria) pagato da Drumgoole per stuprare e uccidere Melissa quella stessa notte; Leone tenta allora disperatamente la fuga con l'aiuto di Dallas ma l'uomo, che successivamente si scoprirà in combutta con Drumgoole, il quale gli aveva fatto credere che in cambio della vita di Leone lo avrebbe reso un uomo libero, lo fa cadere in una trappola. Quando Dallas capisce di essere stato raggirato e pentitosi del tradimento, sacrifica la propria vita per salvare Leone dall'arresto coatto.
Il capitano Meissner e le guardie di Gateway trovano Drumgoole messo alle strette sulla sedia elettrica, condotto nella stanza da Leone dopo che quest'ultimo si era astutamente intrufolato nel suo ufficio: egli lo ha immobilizzato ed ora minaccia di ucciderlo. Terrorizzato, confessa davanti a Meissner di essere stato responsabile dell'omicidio di Prima Base e coinvolto negli atti di bossing verso Leone pur di salvarsi la vita con l'inganno, finendo poi arrestato da Meissner, ormai pienamente consapevole della sua natura abietta al contrario di quella di Leone che con un abile stratagemma aveva solo inscenato di mettere in funzione il macchinario. Meissner promette inoltre a Frank che sconterà le sue due ultime settimane di condanna come da programma, il che lo renderà un uomo libero a tutti gli effetti.
Il giorno della sua uscita definitiva dal carcere, Leone viene salutato da Eclisse, gli altri detenuti e lo stesso Meissner, potendosi riunire finalmente con Melissa.

## Produzione
Il film è stato prodotto dalla collaborazione tra White Eagle, Carolco Pictures, e Gordon Company. Gli effetti speciali sono stati creati dalla Introvision International. Il catering è stato organizzato dalla Cinema Variety Catering, mentre la Mercer Titles & Optical Effects Ltd. ha fornito il titolo. Le riprese del film sono durate circa tre mesi, dal 6 febbraio al 20 maggio 1989.
Sono due le colonne sonore del film: Vehicle, scritta da Jim Peterik e cantata dai The Ides of March, ed Ever Since The World Began, scritta ancora da Jim Peterik con Frankie Sullivan, e cantata da Jimi Jamison.
La sceneggiatura fu scritta mentre si girava il film.
Il budget della pellicola è stato di circa 24 milioni di dollari.

## Colonna sonora
La colonna sonora è stata composta ed eseguita da Bill Conti e pubblicata solo il 25 gennaio 2005 da Intrada Records in un'edizione limitata a 1200 copie, costituita da 18 tracce (circa 57 minuti di musica) e denominata "Intrada Special Collection Volume 18".

### Tracce
1. Main Title – 5:49
2. Welcome to Gateway – 4:17
3. He Can Take More – 3:08
4. No Problems – 0:54
5. The Shank – 1:20
6. First Down! – 4:09
7. You Won't Break Me – 1:57
8. The Mustang – 3:35
9. Name and Number – 3:31
10. Times Up – 2:11
11. First Base – 1:44
12. Do It! – 4:21
13. Conjugal Visit – 1:13
14. Payback Time – 4:27
15. Steam Bath – 2:35
16. Breakout – 5:15
17. Hold Your Fire – 2:45
18. Your Incredible Smile – 2:36

## Tagline
Le tagline del film sono quattro, le seguenti:
- How much can a man take... before he gives back?
  - Quanto può resistere un uomo... prima di rispondere con la violenza alla violenza?
- Stallone...behind bars? Not for long.
  - Stallone... dietro le sbarre? Non per molto tempo.
- How many times can a man be pushed to the wall...before he goes over it?
  - Quante volte può un uomo essere spinto al muro... prima che egli lo scavalchi?
- He is only six months away from freedom. But a warden obsessed with revenge wants to take his future away.
  - È a soli sei mesi dalla libertà. Ma un direttore carcerario ossessionato dalla vendetta vuole portargli via il futuro.

## Distribuzione
Il film è stato distribuito negli Stati Uniti d'America il 4 agosto 1989 dalla TriStar Pictures; in Taiwan il 19 agosto; in Francia il 30 agosto con il nome Haute sécurité; nei Paesi Bassi l'8 settembre; in Spagna il 15 settembre come Encerrado; in Brasile il 22 settembre come Condenação Brutal; a Davao il 23 settembre dalla Solar Films; in Australia il 26 ottobre; in Portogallo il 27 ottobre come Prisioneiro; in Danimarca il 3 novembre come Bag lås og slå; presentato al London Film Festival il 10 novembre; in Norvegia il 29 novembre dalla Syncron Film; in Ungheria il 30 novembre come A bosszú börtönében; in Giappone e in Corea del Sud il 9 dicembre; in Svezia il 15 dicembre dalla Svensk Filmindustri (SF); in Italia il 22 dicembre; in Uruguay il 1º gennaio 1990 come Condena brutal; in Germania Ovest l'11 gennaio come Lock Up - Überleben ist alles dalla Scotia International Filmverleih; in Regno Unito il 2 febbraio; in Irlanda il 20 aprile; in Finlandia il 1º giugno come Kahleissa dalla Finnkino; in Cecoslovacchia il 1º aprile 1991 come Kriminál. Il 27 agosto 2001 è uscito in Italia il DVD del film, distribuito da Universal Pictures, mentre il Blu-ray Disc è stato distribuito a partire dal 27 ottobre 2010 sempre dalla stessa casa di distribuzione.

### Censura
Il film, a seconda del paese di proiezione, ha avuto una censura più o meno "severa": in Australia è stato originariamente sconsigliato ai minori di 15 anni, per poi essere nel 2010 vietato ai minori di 15 anni non accompagnati da un adulto; in Brasile è stato censurato ai minori di anni 16; in Canada ai minori di 18, tranne nel Québec, dove è stato vietato ai minori di 13 anni; in Danimarca ai minori di 15; in Finlandia 18 nella versione integrale, 16 in quella censurata; in Francia ai minori di 12; in Islanda ai minori di 16; in Italia è stato classificato con la lettera T, ovvero che la visione è adatta a tutti; nei Paesi Bassi ai minori di 12; in Norvegia originariamente ai minori di 18, poi ai minori di anni 15; 12 in Portogallo; a Singapore ai minori di 16; in Corea del Sud ai minori di 12 nei cinema e 18 nella versione in VHS e DVD; in Spagna ai minori di 18 anni; in Svezia ai minori di 15; in Regno Unito ai minori di 18; in Germania Ovest ai minori di 16 nella versione censurata, 18 in quella integrale. Negli Stati Uniti d'America il film è stato invece classificato dalla Motion Picture Association of America (MPAA) R (restricted), ovvero vietato ai minori di 17 anni non accompagnati dai genitori.

## Accoglienza

### Incassi
Solo nel primo week-end di apertura in patria, il film ha guadagnato 6.025.520 di dollari. In tutto ha incassato 22.099.847 di dollari negli USA e 4.671.947 corone in Svezia.
Il film si rivelò un flop, incassando ai botteghini solamente 22 milioni.

### Critica
Il film ha avuto delle recensioni contrastanti: su IMDb ottiene un punteggio di 6,5/10, su MYmovies.it 2,78/5, su FilmTV 6/10, su Comingsoon.it 3,6/5, su Movieplayer.it 2,7/5.
- Segnalazioni Cinematografiche:[19]

"Tecnicamente il lavoro è abbastanza valido. Stallone è il mattatore della vicenda: ma migliori risultano Sutherland e John Amos."
- Laura e Morando Morandini di Telesette:[19]

"Un drammone che, nonostante la buona confezione, si rivela in fretta la fiera del dejà vu: il protagonista buono è il prevedibile Stallone; Sutherland si gioca ancora una volta il suo personaggio perfido su toni un po' monotoni."
- Francesco Mininni di Magazine Italiano Tv:[19]

"Il filone carcerario, che il cinema americano frequenta da decenni, ha già detto tutto il possibile. Non è con questa iniezione di violenza che può sperare rinnovarsi. Senza dubbio il peggior film di John Flynn."